# Massimo Bruno
Pour les articles homonymes, voir Bruno.
Massimo Bruno, né le 17 septembre 1993 à Boussu en Belgique, est un footballeur belge, né de parents italiens, qui joue au poste d'attaquant.

## Biographie

### En club

#### Charleroi SC (2010-2011)

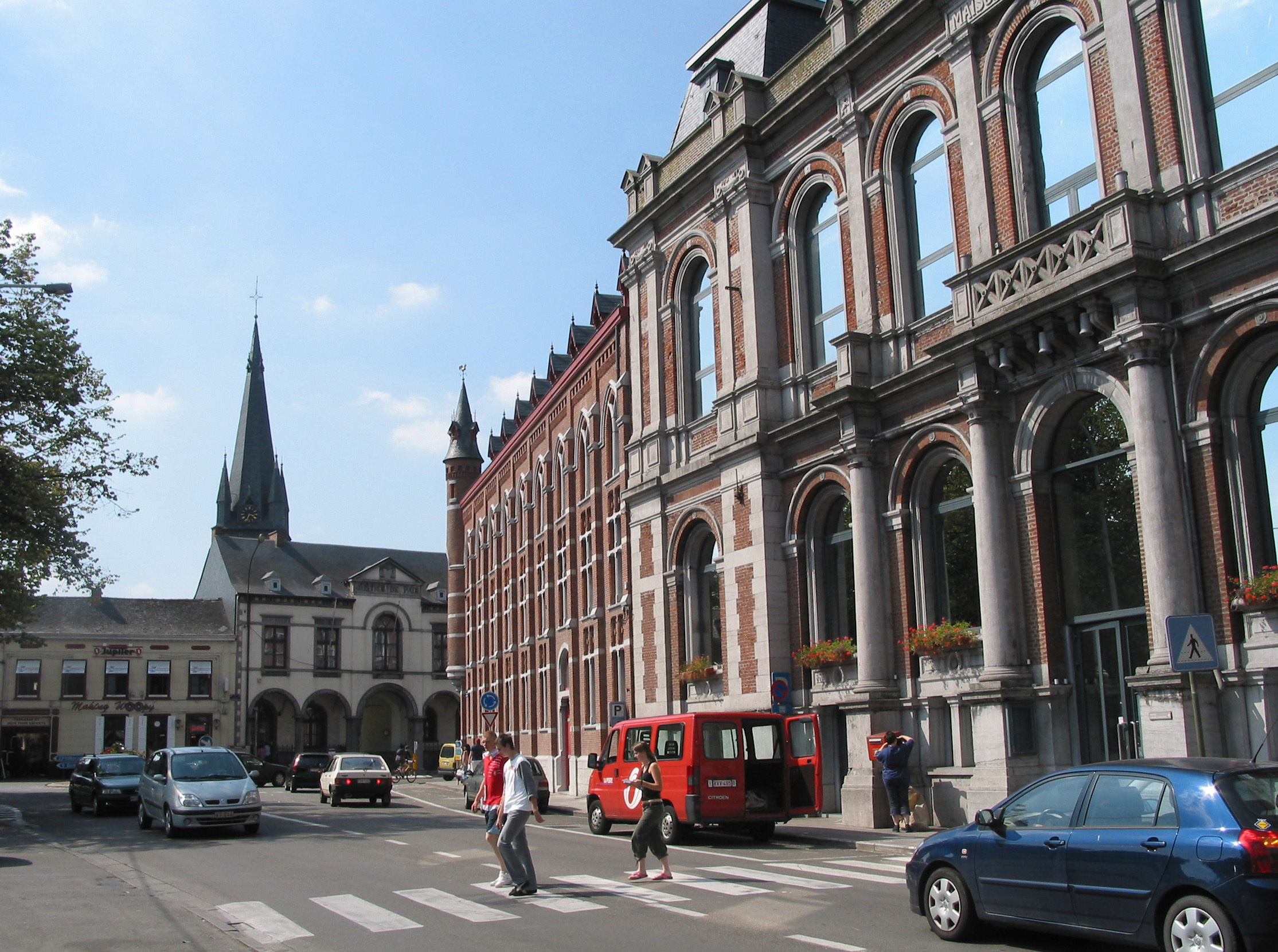
C'est à Boussu que Massimo Bruno est né.

Né à Boussu, en Belgique, Massimo Bruno commence sa carrière de footballeur au RSB Frameries avant de rejoindre le RAEC Mons. Par la suite, il rejoint Anderlecht à l'âge de huit ans. Bruno progressait bien au club jusqu'à ce qu'il subisse "une poussée de croissance et se blesse au talon", ce qui l'a vu absent pendant quatre mois. De retour de blessure, son évolution n'est pas la même, ce qui conduit Anderlecht à le libérer. À la suite de cela, il rejoint Mons, qui était pour lui plus proche de chez lui. Il rejoint ensuite le Sporting Charleroi, où il commence sa carrière de footballeur professionnel et signe son premier contrat professionnel avec le Sporting Charleroi en 2010. Après avoir gravi les échelons du club, il apparaît à deux reprises en équipe première en tant que remplaçant inutilisé en deux matchs en novembre 2010,,. Il ne dispute qu'une rencontre durant la saison, le 23 mars 2011 contre le Cercle de Bruges. En fin de saison, il signe un contrat jusqu'en 2016 en faveur du RSC Anderlecht,.

#### RSC Anderlecht (2011-2014)
Le 23 mai 2011, il signe un contrat de trois ans avec le RSC Anderlecht, club dans lequel il évoluait auparavant en équipe de jeunes,. Cependant, lors de sa première saison avec Anderlecht, Bruno ne réussit pas à apparaître avec l'équipe première et joue avec les réserves du club à la place,,.
Avant la saison 2012-2013, Bruno reçoit son premier contrat professionnel avec Anderlecht et est même lié par un prêt à Roulers mais il choisit de rester au club. Massimo Bruno dispute son premier match en équipe première le 12 août 2012 à nouveau contre le Cercle de Bruges en championnat. Quelques jours plus tard, il joue son premier match européen lors du match retour des barrages de la Ligue des champions face au club chypriote de l'AEL Limassol. Il entre à dix minutes de la fin de la rencontre et délivre une passe décisive à Dieumerci Mbokani, qui scelle la qualification des Bruxellois,. Après le match, sa performance est saluée par la direction et les coéquipiers du club,,. Le premier but professionnel de Bruno survient le 2 septembre 2012 contre Genk, lors d'un match nul 2–2. Après le match, il décrit plus tard l'événement comme « une semaine de rêve ». Il reçoit régulièrement la confiance de son entraîneur John van den Brom et est souvent titularisé durant la saison,,,,. Lors d'un match UEFA Ligue des champions contre l'AC Milan, la performance de Bruno est saluée pour ses nombreux sprints tout au long du match, le club faisant match nul 0-0,,,. Une semaine plus tard, le 26 septembre 2012, il marque son deuxième but de la saison, lors d'une victoire 2-0 contre Boussu Dour Borinage au sixième tour de la Coupe de Belgique. Il ajoute ensuite trois autres buts à la fin de l'année, marquant contre La Gantoise, le Club Bruges et le Beerschot,,. À la suite de sa performance, il signe une prolongation de contrat avec Anderlecht, le gardant jusqu'en 2017. Il inscrit ensuite deux buts en deux matches entre le 15 février 2013 et le 24 février 2013 contre Charleroi et le Club de Bruges,. Il marque son huitième but de la saison, lors d'une défaite 2-1 contre le Club de Bruges le 28 avril 2013,. Pour sa performance, il est nommé joueur du mois du club. Bien qu'il ait été sur le banc des remplaçants lors des deux derniers matches de la saison, Anderlecht remporte le championnat après avoir fait match nul 1-1 contre le prétendant au titre, Zulte Waregem lors du dernier match de la saison,,. Malgré les compétitions et ses propres problèmes de blessures, Bruno dispute quarante-quatre rencontres et marque huit fois dans toutes les compétitions,,.
En Supercoupe de Belgique, il marque le seul but du match, lors d'une victoire 1-0 contre Genk pour aider Anderlecht à remporter le match. Il démarre en force la saison 2013-2014, portant même le taureau d'or du meilleur buteur de la Jupiler Pro League en inscrivant cinq buts lors des cinq premières journées,,. À l'image de son équipe, il connaît pas mal de hauts et surtout des bas lors de cette saison,,,,,. Sa performance amène son coéquipier Dennis Praet à le féliciter, déclarant : « Il n'y a pas de compétition avec Bruno pour les meilleures statistiques. On en rit parfois, mais je ne peux plus le rattraper. Il marque deux fois et inscrit l'un des buts du club, lors de la 6e manche de la coupe de Belgique, lors d'une victoire 7-0 contre Eupen,. Le 27 novembre 2013, il inscrit son but en UEFA Ligue des champions, lors d'une défaite 3-2 contre Benfica. Il marque ensuite quatre autres buts tout au long du mois de décembre, contre le Cercle Brugge, Westerlo (deux fois) et Gand,,. En mars 2014, lors du changement d'entraîneur, il tombe malade et perd sa place à l'aube des Play-Offs. Débutant au poste d'attaquant lors d'un match contre Genk le 11 mai 2014, Bruno inscrit un doublé pour Anderlecht, lors d'une victoire 4-0,. Il ne revient réellement dans ceux-ci que lors d'un déplacement au Club Bruges, lorsqu'il rentre en cours de match et pousse Thomas Meunier à inscrire un but contre son camp, synonyme de victoire 0-1. Ce match, décisif pour le titre de champion, lui permet de terminer la saison en force, puisqu'il inscrit trois buts et délivre une passe décisive lors des trois dernières journées au poste de deuxième attaquant. Lors du neuvième match des play-offs contre Zulte Waregem, il délivre une passe à Cheikhou Kouyaté pour le premier but, et inscrit le second, lors d'une victoire 2-1 pour aider le club à remporter le championnat pour la deuxième fois de sa carrière,. Malgré des revers mineurs tout au long de la saison 2013-2014, Bruno termine meilleur buteur d'Anderlecht avec Aleksandar Mitrović avec seize buts, toutes compétitions confondues,,.

#### RB Leipzig (2014-2018)

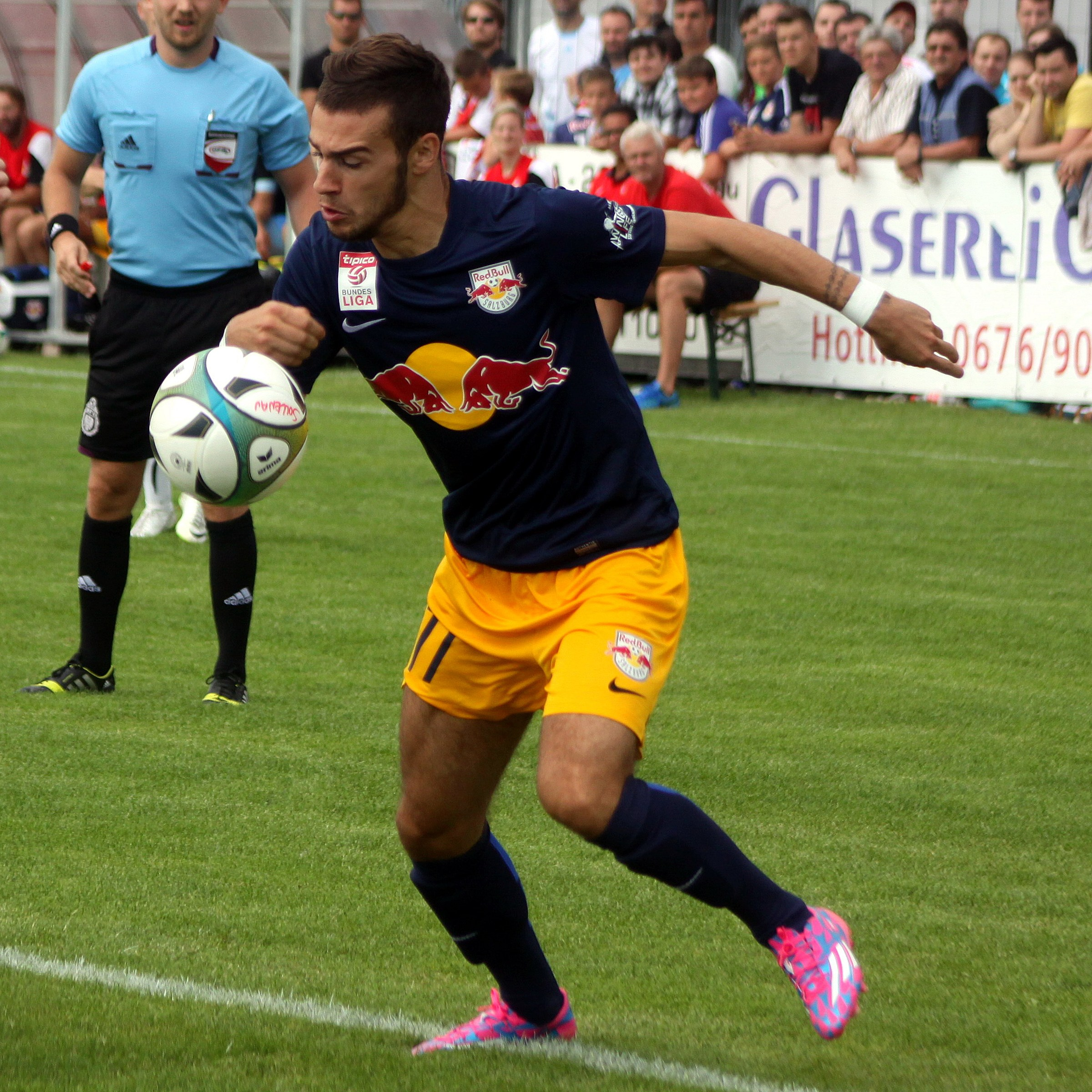
Massimo Bruno lors de ses débuts pour le Red Bull Salzbourg lors d'un match de Coupe d'Autriche contre le 1. SC Sollenau le 12 juillet 2014.

L'attaquant devait initialement quitter Anderlecht lors de l'été 2014, selon son père. À cette période, la presse annonce que le Belge passe les tests médicaux au TSG 1899 Hoffenheim, en vue d'un éventuel transfert. Il dément ces rumeurs lors de l'émission foot "La Tribune". Finalement, le 12 juin 2014, il est officiellement transféré en Allemagne, au RB Leipzig pour une somme approximative de 9 millions d'euros, ce qui en fait le record de la 2. Bundesliga. Le joueur est directement prêté en Autriche au Red Bull Salzbourg détenu également par le groupe Red Bull, Les frais de transfert auraient coûté 5 millions d'euros d'après le directeur sportif Ralf Rangnick qui déclare que Leipzig n'avait pas payé 9 millions d'euros. Ce montant aurait été un record pour le club,. Rangnick défend sa décision de prêter immédiatement le joueur en déclarant :  « C'est une pratique très courante dans le football international. »
Après la fin de son prêt au Red Bull Salzbourg, il revient au RB Leipzig, alors en 2. Bundesliga lors de la saison 2015-16. Il fait ses débuts pour le club, en tant que remplaçant à la 64e minute, lors d'une victoire 1-0 contre le FSV Frankfurt lors du match d'ouverture de la saison. Depuis qu'il rejoint le RB Leipzig, Bruno devient rapidement un joueur régulier, jouant et tournant à différentes positions au milieu de terrain, comme attaquant, ailier gauche et ailier droit,,. Après avoir été exclu du groupe tout le mois de novembre, il fait son retour et inscrit deux buts en deux matchs entre le 6 décembre 2015 et le 13 décembre 2015 contre le MSV Duisbourg et le FSV Francfort,,. Il marque ses premiers buts pour le club, lors d'une victoire 3-1 contre le VfL Bochum le 2 avril 2016. Tout au long de la saison 2015-16, il se retrouve dans et hors du onze de départ, en raison de performances et de ses propres problèmes de blessure,,,,. Malgré cela, les contributions de Bruno au RB Leipzig permettent au club d'être promu à la Bundesliga pour la première fois après avoir battu Karlsruher SC 2–0 le 8 mai 2016. À la fin de la saison 2015-2016, il joue vingt-six rencontres et inscrits deux buts, toutes compétitions confondues.
Bruno joue une rencontre lors de la saison 2016-2017, faisant ses débuts en Bundesliga lors du match d'ouverture de la saison contre le TSG 1899 Hoffenheim. Lors de ce match, il entre au jeu à la 86e minute, lors d'un match nul 1-1. Il dispute un match pendant la saison 2018-2019 contre le BK Häcken lors du match retour du deuxième tour de qualification de la Ligue Europa et inscrit le but égalisateur, lors d'un match nul 1-1 et permet au RB Leipzig de se qualifier pour le tour suivant, dans ce qui s'avère être la dernière apparition du club.

##### Prêt au Red Bull Salzbourg (2014–2015)

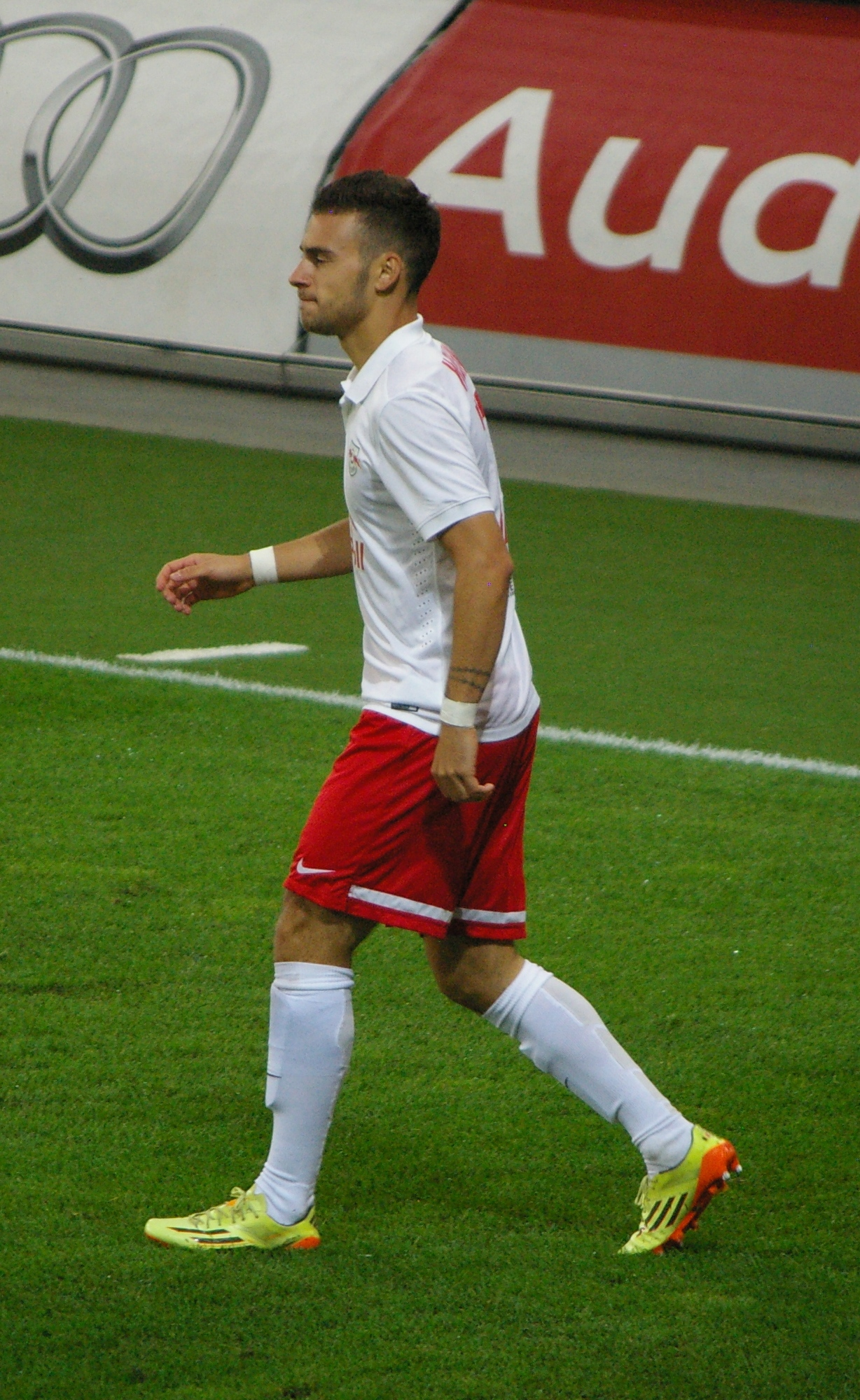
Bruno jouant pour le Red Bull Salzburg dans un match de UEFA Ligue des champions contre Qarabağ le 6 août 2014.

Il fait ses débuts pour le Red Bull Salzbourg, à la 66e minute, et inscrit le neuvième but du match pour le club, lors d'une victoire 10-1 contre le 1. SC Sollenau au premier tour de la Coupe d'Autriche. Bruno marque son premier but pour le Red Bull Salzbourg, marquant à la dernière minute du match, lors d'une victoire 2-0 contre le SV Ried le 2 août 2014. Il inscrit deux autres buts à la fin du mois d'août contre l'Admira Wacker Mödling et le Rheindorf Altach. Après avoir rejoint le club, Bruno devient un joueur régulier de l'équipe première, jouant et tournant à différents postes au milieu de terrain, comme attaquant, ailier gauche et ailier droit. Il marque ensuite deux buts en deux matchs entre le 24 septembre 2014 et le 28 septembre 2014 contre le Wiener Sport-Club et le Rapid Vienne respectivement. Après avoir souffert de problèmes musculaires abdominaux, Bruno inscrit trois buts en trois matchs entre le 7 novembre 2014 et le 23 novembre 2014 contre le Dinamo Zagreb, Rheindorf Altach et Sturm Graz. Cependant, il subit des blessures à trois reprises vers la fin de la saison 2014-2015. Malgré cela, les contributions du joueur pour le Red Bull Salzburg lui permette de remporter un doublé : le championnat et la Coupe d'Autriche. À la fin de la saison 2014-2015, il joue trente-neuf matchs et marque huit fois dans toutes les compétitions. À la suite de ce prêt, il retourne au RB Leipzig.

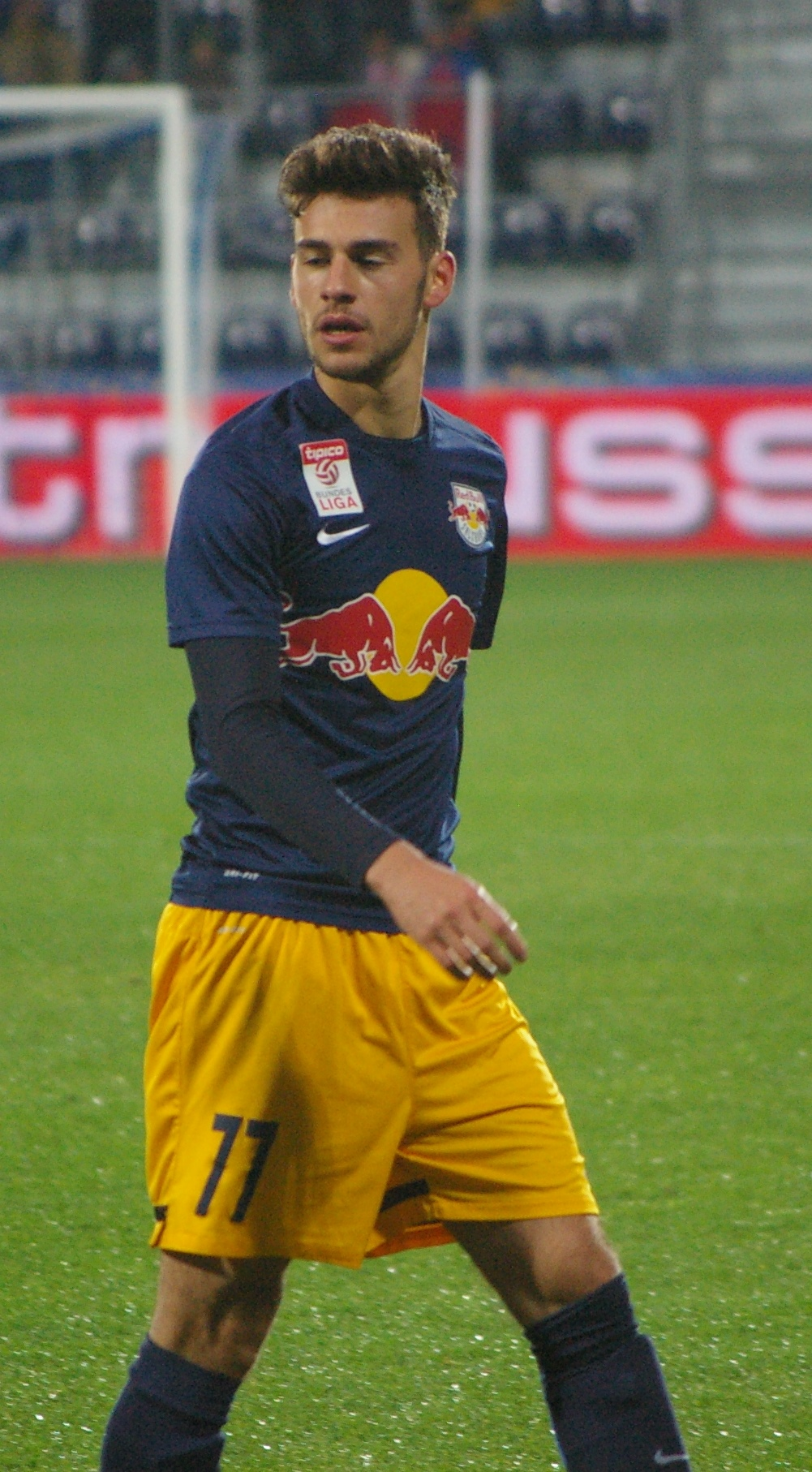
Bruno jouant pour le Red Bull Salzburg en demi-finale du match de Coupe d'Autriche contre SV Grödig le 28 avril 2015.

##### Prêt au RSC Anderlecht (2016-2018)
Il signe sous forme de prêt à Anderlecht avec option d'achat le 30 aout 2016.
Il fait ses deuxièmes débuts pour le club, en tant que remplaçant à la 79e minute, lors d'une victoire 3-2 contre Charleroi le 11 septembre 2016. Depuis son retour à Anderlecht, Bruno se retrouve à alterner entre un rôle de titulaire et un rôle de remplaçant tout au long de la saison 2016-2017. Son premier but pour le club en deux ans survient le 3 novembre 2016, juste après son entrée en jeu tardive, lors d'une victoire 6-1 contre le 1. FSV Mayence 05 dans un match Ligue Europa. Après le match, il déclare : « Le score est peut-être un peu exagéré. Je suis également heureux d'avoir pu jouer avec un but sous les projecteurs. J'espère avoir maintenant plus d'occasions de me montrer, car j'ai trop ambition pour m'asseoir sur le banc. » Il ajoute deux autres buts fin novembre, marquant contre le FK Qabala et le Royal Excel Mouscron. Son but suivant arrive le 12 février 2017, lors d'une victoire 4-2 contre Zulte Waregem. Un mois plus tard, le 12 mars 2017, Bruno marque son cinquième but de la saison pour Anderlecht, lors d'une victoire 3-0 contre Waasland-Beveren. Lors du match de barrage contre Charleroi, il entre en jeu à la 77e minute et marque le troisième but d'Anderlecht pour gagner 3-1 et voit le club devenir champion de la Ligue Jupiler. Bien qu'il ait raté un match en raison d'une blessure, Bruno joue trente-neuf rencontres et marque six fois, toutes les compétitions confondues.
Le 1er juillet 2017, le prêt de Bruno à Anderlecht est prolongé pour la saison 2017-2018. Il inscrit son premier but de la saison pour le club, lors d'une défaite 3-2 contre le K Saint-Trond VV le 20 août 2017. Cependant, il ne parvient pas à être titulaire, en raison de blessures et de prestation au poste de milieu de terrain qui le voie placé sur le banc des remplaçants. Bruno marque son deuxième but de la saison, lors d'une victoire 2-1 contre le Royal Excel Mouscron le 18 novembre 2017. Cela est suivi par une passe décisive pour un triplé, lors d'une victoire 4-0 contre le KV Courtrai. Cependant, il n'est pas en mesure d'imiter le succès d'Anderlecht de la saison précédente, le club ayant terminé troisième derrière le Club Bruges et le Standard de Liège. Bruno joue ensuite vingt-trois rencontres et inscrit deux buts, toutes compétitions confondues. À la suite de ce prêt, Anderlecht décide de ne pas le signer et il retourne à Leipzig.

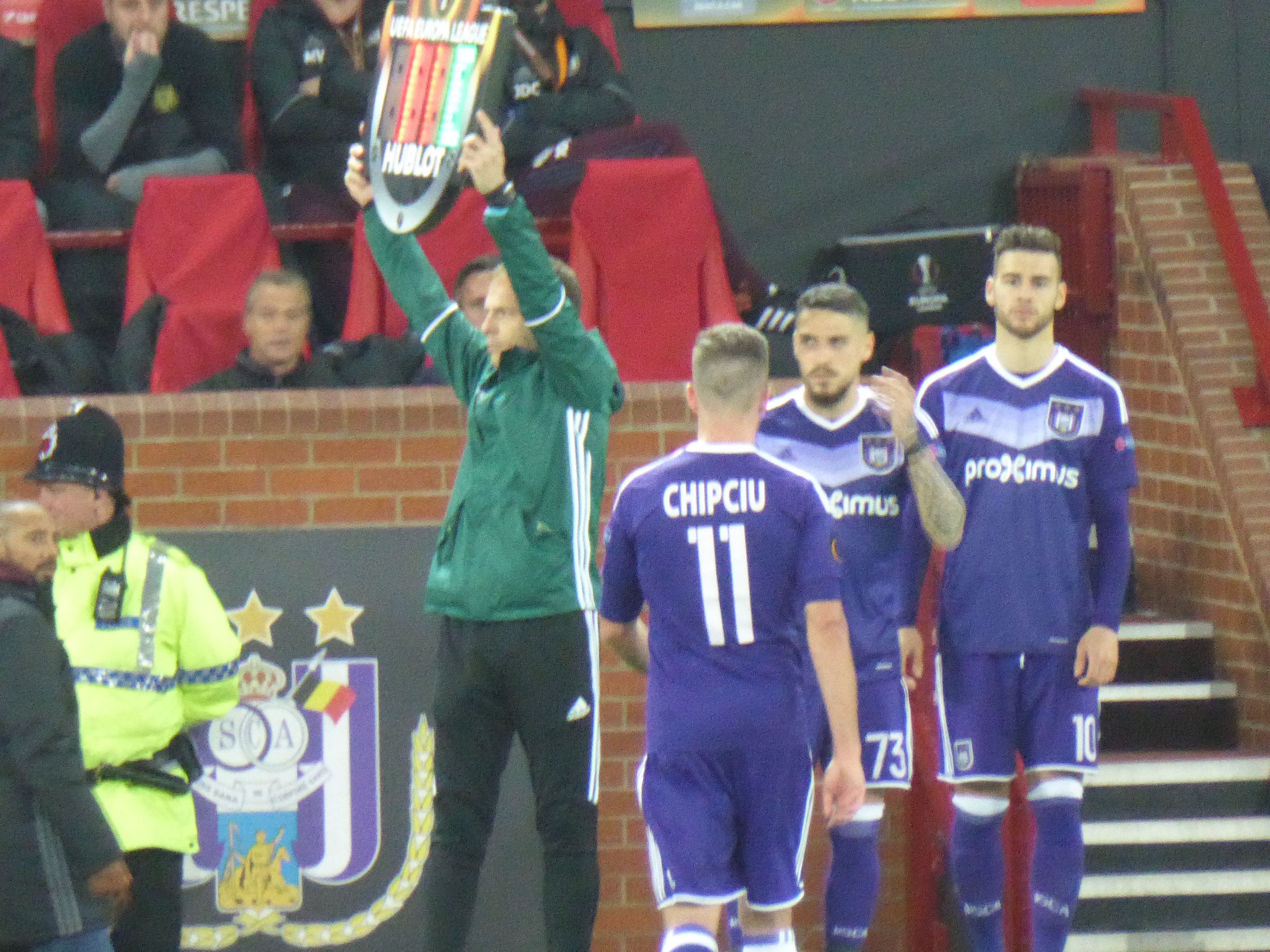
Bruno sur le point d'entrer en jeu lors du match de Ligue Europa contre Manchester United.

#### Charleroi SC (2018-2021)
Le 31 août 2018, il signe au Sporting de Charleroi,.
Il fait ses débuts pour le club, montant au jeu à la 61e minute, lors d'une victoire 3-1 contre le Royal Excel Mouscron le 1er septembre 2018. Lors de son passage à Charleroi, l'attaquant alterne titularisation et remplacement, jouant et tournant dans différentes positions au milieu de terrain, comme attaquant, ailier gauche et ailier droit. Après avoir raté deux matchs en raison d'une blessure, il marque à son retour, lors d'une victoire 2-1 contre le Club de Bruges le 10 novembre 2018. Un mois plus tard, le 14 décembre 2018, Bruno entre en jeu à la 70e minute contre La Gantoise et joue un rôle important dans le match en offrant une passe décisive à Victor Osimhen avant de marquer un but, lors d'une victoire 2–0. Il inscrit deux autres buts pour Charleroi, contre Waasland-Beveren et l'Antwerp. Lors des barrages pour un ticket en Ligue Europa, il aide trois fois à deux reprises contre le Beerschot Wilrijk et une fois contre Westerlo pour aider le club à se qualifier pour la demi-finale des éliminatoires de la ligue. Après avoir raté un match pour cause de suspension, Bruno marque deux autres buts contre le KV Courtrai et le Royal Antwerp, alors que Charleroi se qualifie sans succès pour la Ligue Europa après une défaite 3-2 contre le Royal Antwerp. À la fin de la saison 2018-2019, il joue trente-cinq rencontres et inscrit quatre buts.
Lors du match d'ouverture de la saison 2019-2020, Bruno marque son premier but de la saison, marquant un but égalisateur de dernière minute, lors d'un match nul 1-1 contre La Gantoise. Depuis le début de la saison 2019-2020, il continue à figurer dans le onze de base, jouant et tournant dans différentes positions au milieu de terrain, de l'attaque, l'aile gauche et l'aile droite. Bruno inscrit ensuite son deuxième but de la saison, lors d'une victoire 4-0 contre Waasland-Beveren le 31 août 2019. Il marque ensuite trois autres buts à la fin de l'année, contre le Cercle de Bruges (deux fois en deux matches de championnat différents) et La Gantoise. Bruno joue un rôle dans le match contre Malines le 11 février 2020 lorsqu'il délivre une passe décisive pour Mamadou Fall, lors de la victoire 2-1. Pendant le match, cependant, Bruno souffre d'une rupture des ligaments croisés et est mis à l'écart pendant plusieurs mois après une opération réussie. En raison de la la pandémie de COVID-19 qui entraîne l'annulation du championnat, il dispute vingt-sept matchs et marque cinq fois dans toutes les compétitions.
Le début de la saison 2020-2021 continue à voir Bruno se remettre de sa blessure et il reprend l'entraînement en octobre. Il doit patienter jusqu'au 7 décembre 2020 contre KV Courtrai, entrant en tant que remplaçant à la 86e minute, lors d'un match nul 0-0. Une semaine plus tard, le 15 décembre 2020, Bruno inscrit son premier but de la saison, après être monté au jeu à la 80e minute, lors d'une victoire 4 à 3 contre le Cercle de Bruges. Depuis son retour de blessure, il est cantonné à un rôle de remplaçant pour le reste de la saison 2020-2021. Il inscrit ensuite son deuxième but de la saison, marquant un but égalisateur dans la dernière minute du match, lors d'un match nul 1-1 contre Waasland-Beveren le 20 février 2021. À la fin de la saison 2020-21, Bruno joues vingt rencontres et marque deux fois, toutes compétitions confondues. À la suite de cela, il est libéré par Charleroi après avoir échoué à trouver un accord pour signer un contrat avec le club.

#### Bursaspor (2021-2022)
Le 14 août 2021, Bruno signe pour Bursaspor, club évoluant alors en TFF First League, le deuxième échelon du football turc. Il fait ses débuts pour le club, entamant un match et inscrivant le deuxième but du match, lors d'une défaite 2-1 contre le BB Erzurumspor le 23 août 2021. Bruno inscrit son premier but pour Bursaspor, lors d'une victoire 4-1 contre Samsunspor le 15 septembre 2021. Il devient titulaire au sein de Bursaspor, jouant au poste d'ailier,,,,. Il inscrit son deuxième but pour le club et est à l'origine de l'un des buts, de la victoire 3-1 contre Boluspor le 17 octobre 2021. Il marque ensuite deux autres buts pour Bursaspor en fin d'année, contre İstanbulspor et Denizlispor,. Bruno inscrit ensuite son cinquième but pour le club, lors d'une défaite 3-1 contre Adanaspor le 8 janvier 2022.

#### KV Courtrai (2022-2025)
Après une saison en Turquie, Bruno revient en Belgique où il signe un contrat avec le KV Courtrai, club de première division.

### En sélections nationales
En mai 2009, Massimo Bruno apparaît deux fois pour les moins de 16 ans la Belgique contre le Portugal et marque au match retour, perdant les deux matchs. Trois mois plus tard, le 11 août 2009, il fait ses débuts avec les moins de 17 ans, entamant un match et jouant 70 minutes avant d'être remplacé, lors d'un match nul 2-2 contre Suisse. Deux semaines plus tard, le 29 août 2009, il marque son premier but pour les moins de 17 ans, lors d'une victoire 2-1 contre la Hongrie. Il joue ensuite quinze rencontres et marque une fois pour les moins de 17 ans.
Bruno fait ses débuts pour les moins de 18 ans, en tant que remplaçant en deuxième mi-temps, lors d'un match nul 2–2 contre le club Suisse le 15 septembre 2010. Il inscrit son premier but, lors d'une victoire 2-0 contre l'Estonie le 17 mars 2011. Bruno joue ensuite matchs et marque une fois pour les moins de 18 ans. Il fait ses débuts pour la Belgique -19 ans, en commençant tout le match, lors d'un match nul 0-0 contre le Danemark le 11 août 2011. Les deux matchs suivants le voit marquer deux fois pour l'équipe nationale des moins de 19 ans contre l'Allemagne et la Turquie. Il inscrit son troisième but pour les moins de 19 ans, lors d'une défaite 2-1 contre l'Espagne le 28 mai 2012. Il joue ensuite dix matchs et marque trois fois pour l'équipe nationale des moins de 19 ans.
Le 6 septembre 2012, il fait ses débuts avec les espoirs contre la Norvège, commençant un match et jouant 57 minutes avant d'être remplacé, lors d'une victoire 3-1. Il doit attendre le 5 février 2013, en tant que remplaçant en seconde période, lors d'un match nul 1-1 contre l'Espagne. À la suite de cela, Bruno joue treize rencontres pour l'équipe espoirs.

## Statistiques

### En club
| Saison                | Club                      | Championnat           | Championnat | Championnat | Championnat | Coupe(s) nationale(s) | Coupe(s) nationale(s) | Coupe(s) nationale(s) | Supercoupe | Supercoupe | Supercoupe | Compétition(s) continentale(s) | Compétition(s) continentale(s) | Compétition(s) continentale(s) | Compétition(s) continentale(s) | Autres compétitions | Autres compétitions | Autres compétitions | Autres compétitions | Total | Total | Total |
| Saison                | Club                      | Division              | M.          | B.          | P.d.        | M.                    | B.                    | P.d.                  | M.         | B.         | P.d.       | Comp.                          | M.                             | B.                             | P.d.                           | Comp.               | M.                  | B.                  | P.d.                | M.    | B.    | P.d.  |
| 2010-2011             | Charleroi SC              | Division 1            | 1           | 0           | 0           | -                     | -                     | -                     | -          | -          | -          | -                              | -                              | -                              | -                              | PO3                 | -                   | -                   | -                   | 1     | 0     | 0     |
| 2012-2013             | RSC Anderlecht            | Division 1            | 25          | 6           | 5           | 5                     | 1                     | 2                     | -          | -          | -          | C1                             | 6                              | 0                              | 1                              | PO1                 | 8                   | 1                   | 1                   | 44    | 8     | 9     |
| 2013-2014             | RSC Anderlecht            | Division 1            | 29          | 7           | 6           | 2                     | 4                     | 1                     | 1          | 1          | 0          | C1                             | 3                              | 1                              | 0                              | PO1                 | 7                   | 3                   | 2                   | 42    | 16    | 9     |
| Sous-total            | Sous-total                | Sous-total            | 54          | 13          | 11          | 7                     | 5                     | 3                     | 1          | 1          | 0          | -                              | 9                              | 1                              | 1                              | -                   | 15                  | 4                   | 3                   | 86    | 24    | 18    |
| 2014-2015             | Red Bull Salzbourg (prêt) | Bundesliga            | 24          | 6           | 5           | 4                     | 1                     | 1                     | -          | -          | -          | C1+C3                          | 4+7                            | 0+1                            | 0+2                            | -                   | -                   | -                   | -                   | 39    | 8     | 8     |
| 2015-2016             | RB Leipzig                | 2. Bundesliga         | 24          | 2           | 3           | 2                     | 0                     | 0                     | -          | -          | -          | -                              | -                              | -                              | -                              | -                   | -                   | -                   | -                   | 26    | 2     | 3     |
| 2016-2017             | RB Leipzig                | Bundesliga            | 1           | 0           | 0           | 0                     | 0                     | 0                     | -          | -          | -          | -                              | -                              | -                              | -                              | -                   | -                   | -                   | -                   | 1     | 0     | 0     |
| 2018-2019             | RB Leipzig                | Bundesliga            | -           | -           | -           | 0                     | 0                     | 0                     | -          | -          | -          | C3                             | 1                              | 1                              | 0                              | -                   | -                   | -                   | -                   | 1     | 1     | 0     |
| Sous-total            | Sous-total                | Sous-total            | 25          | 2           | 3           | 2                     | 0                     | 0                     | -          | -          | -          | -                              | 1                              | 1                              | 0                              | -                   | -                   | -                   | -                   | 28    | 3     | 3     |
| 2016-2017             | RSC Anderlecht (prêt)     | Division 1A           | 23          | 3           | 4           | 2                     | 0                     | 1                     | -          | -          | -          | C3                             | 9                              | 2                              | 0                              | PO1                 | 5                   | 1                   | 0                   | 39    | 6     | 5     |
| 2017-2018             | RSC Anderlecht (prêt)     | Division 1A           | 14          | 2           | 3           | 2                     | 0                     | 0                     | 0          | 0          | 0          | C1                             | 4                              | 0                              | 0                              | PO1                 | 3                   | 0                   | 0                   | 23    | 2     | 3     |
| Sous-total            | Sous-total                | Sous-total            | 37          | 5           | 7           | 4                     | 0                     | 1                     | 0          | 0          | 0          | -                              | 13                             | 2                              | 0                              | -                   | 8                   | 1                   | 0                   | 62    | 8     | 8     |
| 2018-2019             | Charleroi SC              | Division 1A           | 23          | 4           | 4           | 1                     | 0                     | 0                     | -          | -          | -          | -                              | -                              | -                              | -                              | PO2+BE              | 9+2                 | 0+0                 | 4+2                 | 35    | 4     | 10    |
| 2019-2020             | Charleroi SC              | Division 1A           | 25          | 4           | 6           | 2                     | 1                     | 0                     | -          | -          | -          | -                              | -                              | -                              | -                              | -                   | -                   | -                   | -                   | 27    | 5     | 6     |
| 2020-2021             | Charleroi SC              | Division 1A           | 18          | 2           | 0           | 2                     | 0                     | 0                     | -          | -          | -          | -                              | -                              | -                              | -                              | -                   | -                   | -                   | -                   | 20    | 2     | 0     |
| Sous-total            | Sous-total                | Sous-total            | 66          | 10          | 10          | 5                     | 1                     | 0                     | -          | -          | -          | -                              | -                              | -                              | -                              | -                   | 11                  | 0                   | 6                   | 82    | 11    | 16    |
| 2021-2022             | Bursaspor                 | 1. Lig                | 28          | 6           | 7           | 1                     | 0                     | 0                     | -          | -          | -          | -                              | -                              | -                              | -                              | -                   | -                   | -                   | -                   | 29    | 6     | 7     |
| 2022-2023             | KV Courtrai               | Division 1A           | 22          | 3           | 1           | 3                     | 3                     | 1                     | -          | -          | -          | -                              | -                              | -                              | -                              | -                   | -                   | -                   | -                   | 25    | 6     | 2     |
| 2023-2024             | KV Courtrai               | Division 1A           | 23          | 1           | 3           | 1                     | 0                     | 0                     | -          | -          | -          | -                              | -                              | -                              | -                              | PO3+BR              | 6+2                 | 0+0                 | 0+0                 | 32    | 1     | 3     |
| 2024-2025             | KV Courtrai               | Division 1A           | 18          | 0           | 0           | 2                     | 0                     | 0                     | -          | -          | -          | -                              | -                              | -                              | -                              | PO3                 | 1                   | 0                   | 0                   | 21    | 0     | 0     |
| Sous-total            | Sous-total                | Sous-total            | 63          | 4           | 4           | 6                     | 3                     | 1                     | -          | -          | -          | -                              | -                              | -                              | -                              | -                   | 9                   | 0                   | 0                   | 78    | 7     | 5     |
| Total sur la carrière | Total sur la carrière     | Total sur la carrière | 298         | 46          | 47          | 29                    | 10                    | 6                     | 1          | 1          | 0          | -                              | 34                             | 5                              | 3                              | -                   | 43                  | 5                   | 9                   | 405   | 67    | 65    |

## Palmarès

### En club
|  |  | RSC Anderlecht - Championnat de Belgique (3) : - Champion : 2013, 2014 et 2017 - Supercoupe de Belgique (2) : - Vainqueur : 2013 et 2017 |  | Red Bull Salzbourg - Championnat d'Autriche (1) : - Champion : 2015 - Coupe d'Autriche (1) : - Vainqueur : 2015 |  | RB Leipzig - Championnat d'Allemagne de deuxième division : - Vice-champion : 2016 |

## Vie privée
Bruno est de descendance italienne par ses parents. Cela l'aurait rendu éligible pour jouer pour l'Italie, mais il a déclaré que : « Mais si la Fédération italienne m'appelle, ce serait stupide de ne pas pour en tenir compte. L'Italie reste l'Italie, tous les joueurs y sont des joueurs de haut niveau. Mais ce n'est pas différent en ce moment avec les Diables rouges. Chaque joueur rêve de la Coupe du monde au Brésil, je ne suis certainement pas le seul à espérer une place en équipe nationale." Son père, Alfonso, était un footballeur amateur et a révélé qu'il était au stade du Heysel lorsque la catastrophe s'est produite, causant la mort de 39 personnes mais s'étant échappé en courant sur le terrain pour assurer sa propre sécurité. En grandissant, il a soutenu Juventus et idolâtré Zinédine Zidane,,.